# Evangelische Kirche Oberndorf (Solms)

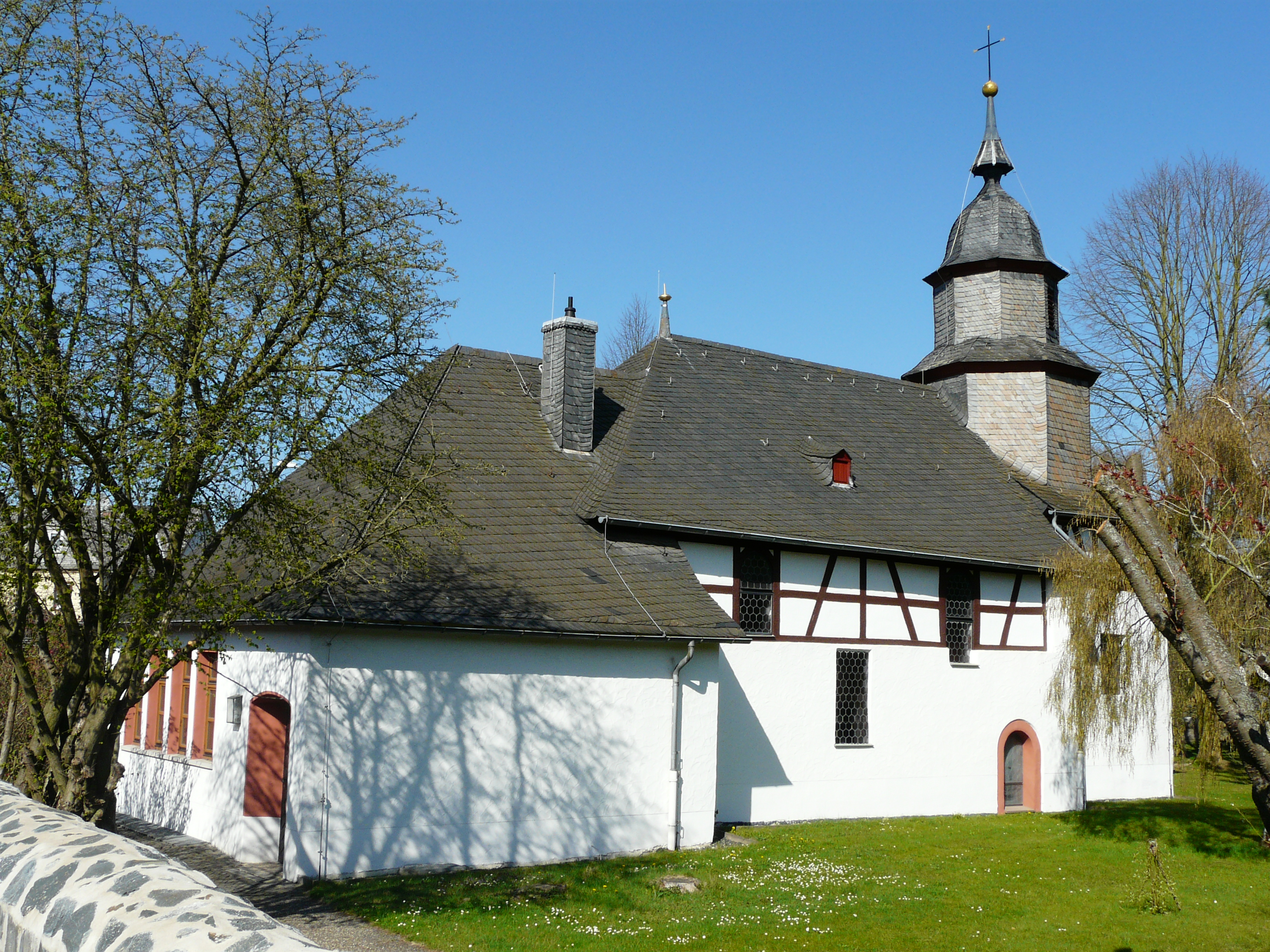
Kirche in Oberndorf von Südwesten

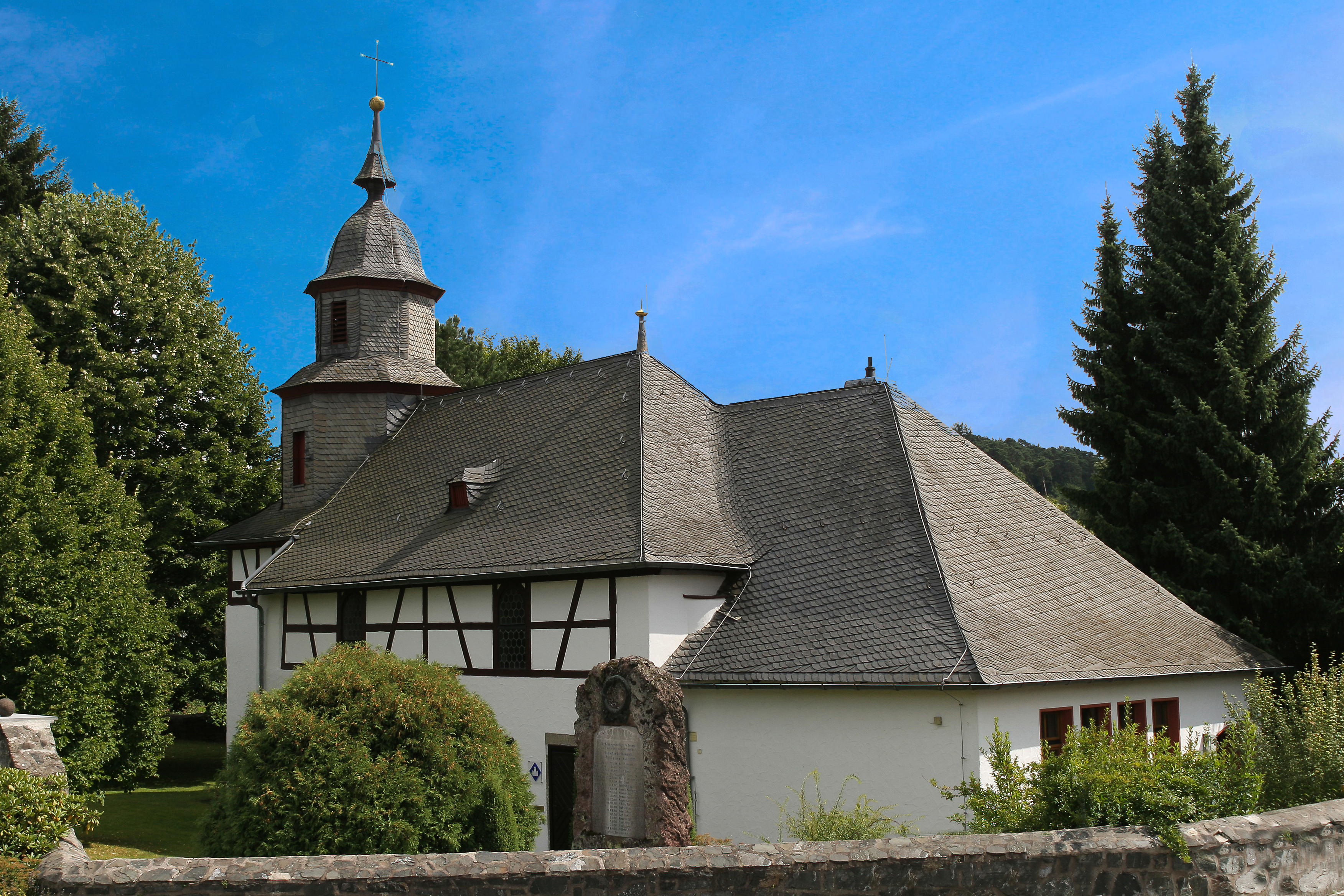
Ansicht von Norden

Die Evangelische Kirche in Oberndorf in der Stadt Solms im Lahn-Dill-Kreis in Hessen ist eine Chorturmkirche mit Haubendachreiter. Die romanische Anlage wurde 1734 im Stil des Barock umgebaut und um einen Obergaden aus Fachwerk aufgestockt. Die Kirche ist aufgrund ihrer geschichtlichen und städtebaulichen Bedeutung hessisches Kulturdenkmal.

## Geschichte
Die Erwähnung der Schenkung einer Kirche am Solmsbach („ecclesiam super fluvium Sulmissam sitam“) durch den Geistlichen Randolf im Lorscher Codex im Jahr 788 lässt eine Identifizierung mit Oberndorf oder Burgsolms zu. Für Oberndorf wird geltend gemacht, dass dies immer die Mutterkirche von Burgsolms war. Oberndorf und Burgsolms bildeten ein gemeinsames Kirchspiel und hatten wohl keine weiteren Filialkirchen. Das Kirchspiel gehörte im Mittelalter zum Archipresbyterat Wetzlar im Archidiakonat St. Lubentius Dietkirchen in der Erzdiözese Trier. Als Vorgängerbau der romanischen Steinkirche wird eine einschiffige Kirche aus Holzfachwerk vermutet. Die romanische Kirche wurde 1371 beim Brand von Oberndorf zerstört und im gotischen Stil erneuert.
Mit Einführung der Reformation wechselte die Kirchengemeinde im Jahr 1549 unter Pfarrer Heinrich Rosarius (Rose oder Roos) zum evangelischen Bekenntnis. Unter Graf Konrad von Solms-Braunfels wurde am 7. September 1582 auf der Hungener Synode die „Nachreformation“ beschlossen und die Solmser Pfarrer nahmen das reformierte Bekenntnis an. Während des Dreißigjährigen Krieges wurde die Gemeinde ab 1626 für einige Jahre katholisch, bis die Schweden 1632 wieder die Ausübung des evangelischen Glaubens ermöglichten.
Im Jahr 1734 erfolgte ein grundlegender Umbau der mittelalterlichen Kirche. Langhaus und Chor wurden in Fachwerkweise aufgestockt, im Inneren der Kirche eine Emporenanlage eingebaut und die vorhandene Orgel repariert. Zur Sicherung des an der Nordseite gerissenen Chorturms diente ein Fachwerkkranz wie ein Ringbalken, dem ein barocker Haubenhelm aufgesetzt wurde. An der nördlichen Langseite wurde ein neuer Eingang in Richtung des Dorfes geschaffen. Im Jahr 1864 erfolgte eine Kirchenrenovierung. In der zweiten Hälfte des 19. Jahrhunderts wurde der Helmaufbau erhöht.

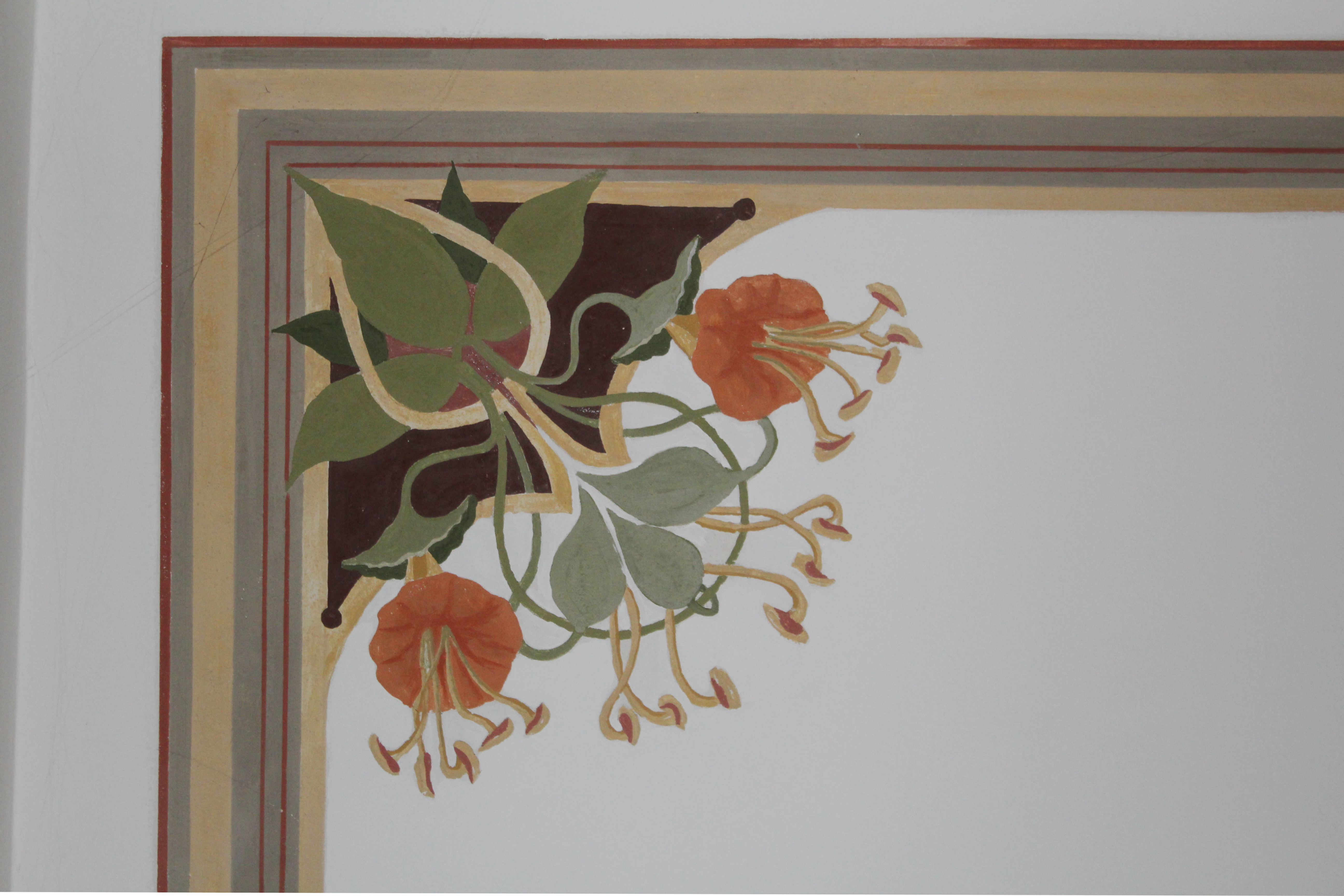
Deckenmalereien im Jugendstil

Als 1955/1956 im Westen ein Gemeindesaal angebaut wurde, stürzte der Westgiebel der Kirche am 21. September 1955 ein. Die Einweihung des Anbaus fand am 13. Mai 1956 statt. 1963/1964 folgte aufgrund von Holzschäden im Inneren eine grundlegende Sanierung des alten Gebäudes. Nach Entfernung des Holzbodens unter den Kirchenbänken wurde der Bereich mit Steinplatten belegt. Die Gemeinde ließ 1965/1966 ein Pfarrhaus und 1967/1968 eine Gemeindehaus errichten. 1978 folgten weitere Maßnahmen im Inneren der Kirche. Dabei wurden mittelalterliche Malereien in den Fensternischen und Deckenmalereien im Jugendstil freigelegt. Der Abschluss des Altarraums zur Sakristei, Orgelaufgang und die abgängige Kanzel wurden erneuert. Infolge von Hochwasserschäden im Jahr 1981, als das Wasser über dem Altar stand, wurden der Innenraum saniert und das Fachwerk 1981 wieder freigelegt.
Das Kirchspiel Burgsolms-Oberndorf wurde zum 1. November 1964 aufgelöst. Oberndorf wurde zur selbstständigen Pfarrei erhoben und erhielt 1965 seine erste Pfarrerin. Seit 1. August 1976 bestand eine pfarramtliche Verbindung mit Neukirchen. Im Jahr 2016 wurden Oberndorf und Burgsolms pfarramtlich verbunden. Die evangelisch-reformierte Kirchengemeinde gehörte bis Ende 2018 zum Kirchenkreis Braunfels in der Evangelischen Kirche im Rheinland, der 2019 in den Evangelischen Kirchenkreis an Lahn und Dill aufging.

## Architektur

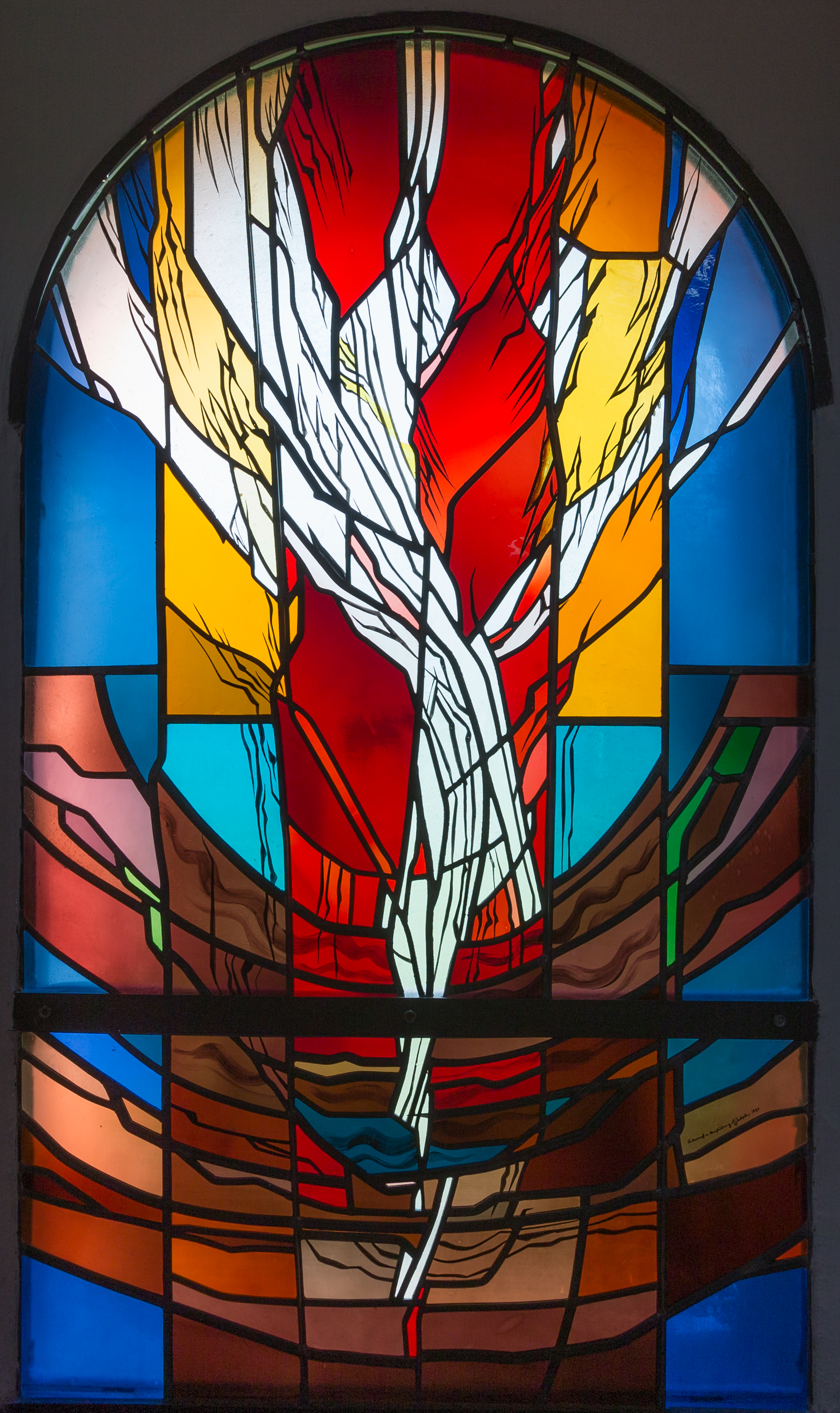
Buntglasfenster von Erhardt J. Klonk im alten Südportal

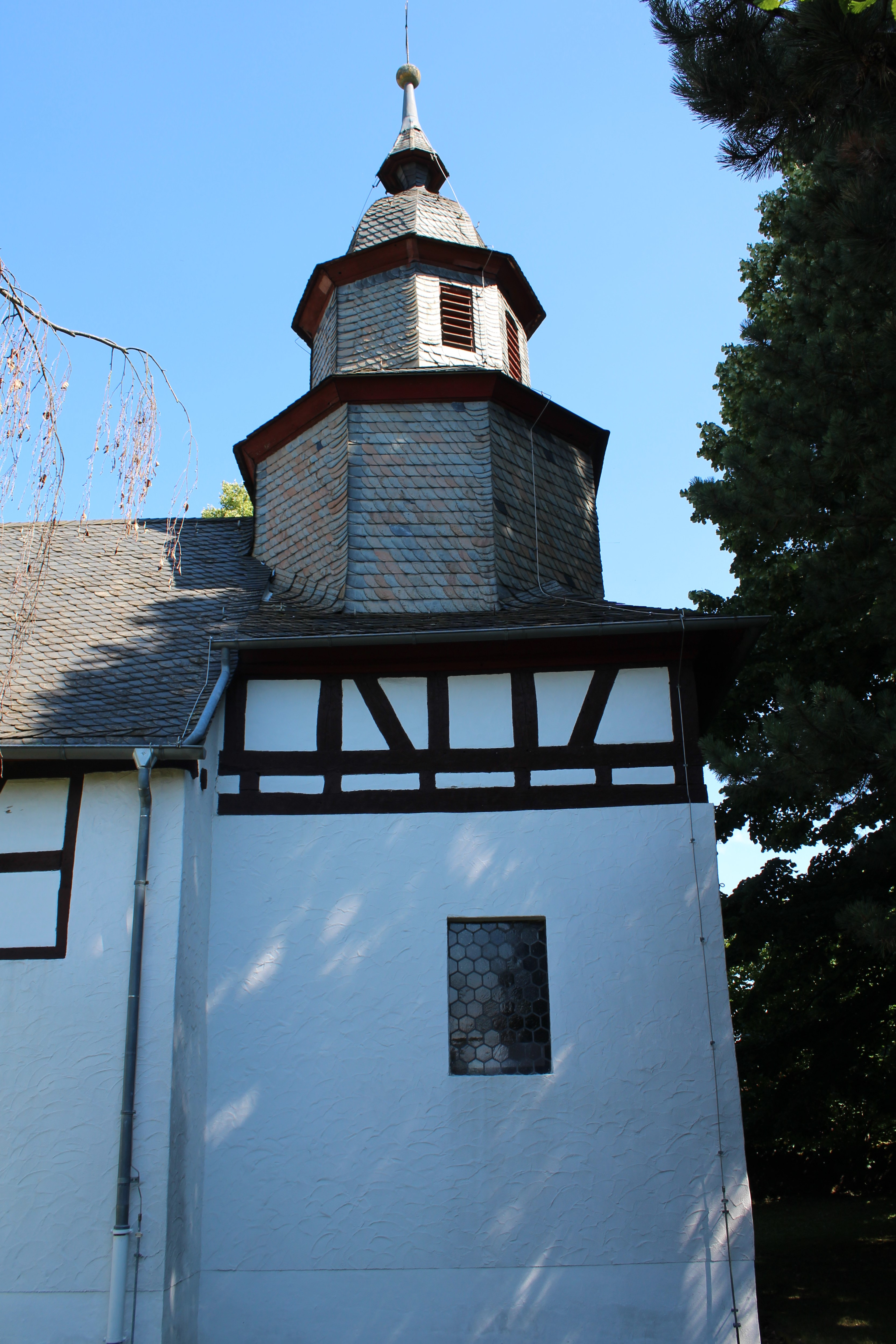
Turm vom Süden

Die geostete Saalkirche ist am südwestlichen Ortsrand aus weiß verputztem Bruchsteinmauerwerk errichtet. Die Kirche steht inmitten eines runden Friedhofgeländes, dessen Mauereinfriedung mit barockem Portal weitgehend erhalten ist.
Das romanische Langhaus und der Chorturm wurden im Barock in Fachwerkweise aufgestockt. Langhaus und Westanbau werden von verschieferten Walmdächern bedeckt, die sich gegenseitig durchdringen. Im Norden und Süden des Langhauses ist eine kleine Gaube aufgesetzt. Hochrechteckige Fenster unterschiedlicher Größe und in unterschiedlicher Höhe mit Wabenverglasung belichten den Innenraum. Im Fachwerk an den Langseiten des Schiffs sind jeweils zwei Fenster mit rundbogigen Holzrahmen eingelassen, im unteren Bereich zwei weitere an der Südseite und ein weiteres an der Nordseite. Auf den romanischen Ursprung weisen das rundbogige Portal am östlichen Ende der Südseite und der Fischgrätenverband an beiden Langseiten. Am westlichen Ende der Nordseite wurde 1734 ein hochrechteckiges Portal geschaffen. In das ehemalige Südportal ist ein modernes Buntglasfenster von Erhardt Jakobus Klonk aus dem Jahr 1999 eingelassen, das die Ausgießung des Heiligen Geistes darstellt. Die Südseite des Turms hat ein Rechteckfenster und die Nordseite ein rundbogiges und ein rechteckiges Fenster. Die Aufstockung über den 0,80 Meter breiten aufgemauerten Wänden ist in Zweischalenweise mit einer 0,30 Meter breiten Außenwand aus Fachwerk und einer 0,30 Meter breiten Innenwand ausgeführt. Die Gefache der Fachwerkaufstockung sind außen mit Bruchstein und innen mit Lehmstake ausgefacht. Ursprünglich war der 0,20 Meter breite hohle Innenraum wohl zur Wärmedämmung mit Leinsamenkapseln verfüllt. Der westliche Anbau ist etwas nach Süden versetzt und verläuft nicht in der Flucht der Langhausmauern.
Der Chorturm ist massiv aufgemauert und hat ebenfalls eine Fachwerk-Aufstockung. Der zweigeschossige barocke Haubenhelm wurde im 19. Jahrhundert erhöht. Er ist achtseitig und vollständig verschiefert. Der geschwungenen Haube ist eine kleine Spitze aufgesetzt, die von einem Turmknauf mit einem schlichten Kreuz bekrönt wird. 
Der Westanbau aus den 1950er Jahren ist im Norden und Süden fensterlos. Die abgewalmte Westseite hat einen Eingang mit Stichbogen und vier schmale hochrechteckige Fenster. Der Innenraum kann separat genutzt oder mit dem alten Kirchenraum verbunden werden.

## Ausstattung

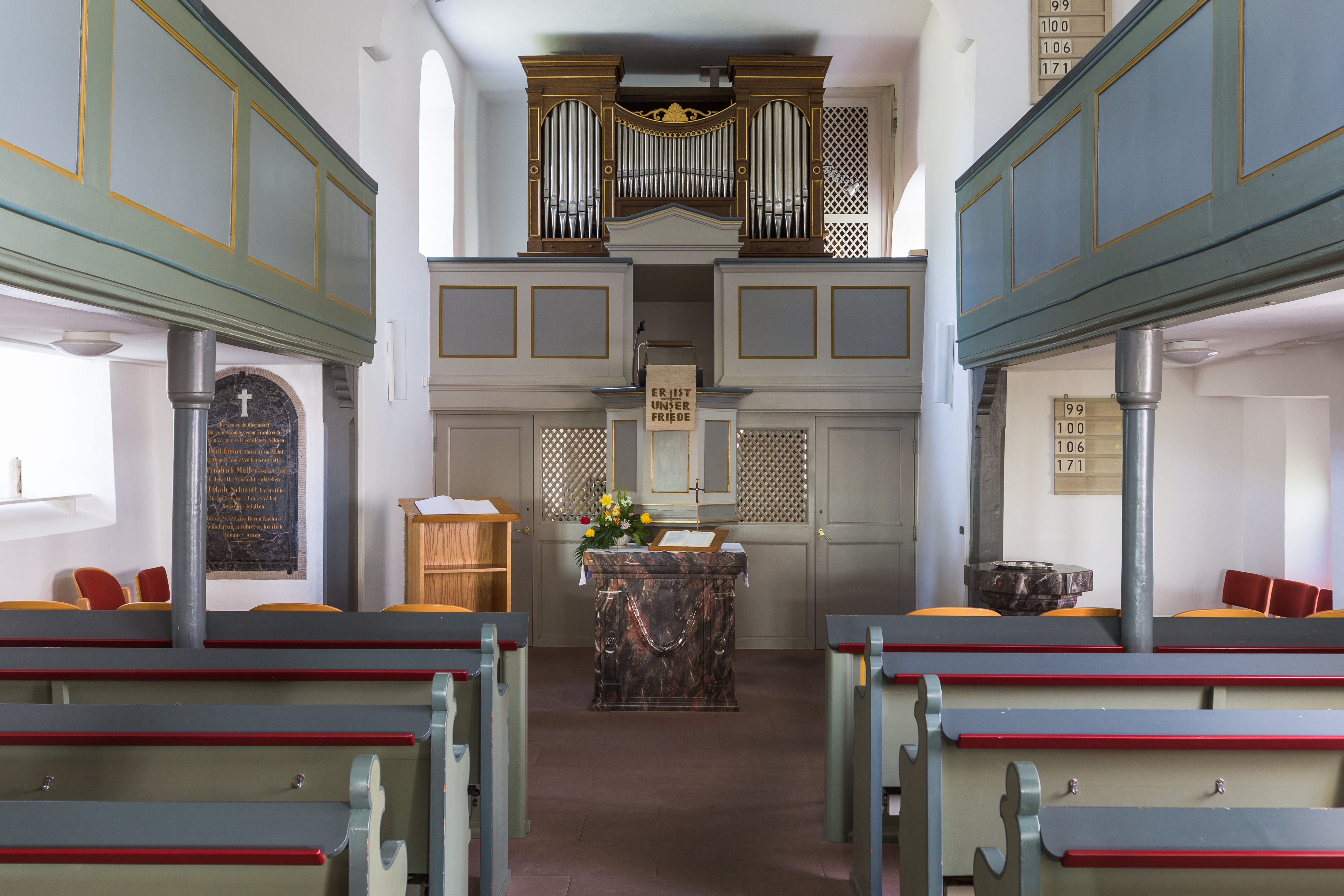
Innenraum Richtung Altar

Der flachgedeckte Innenraum mit Längsunterzug wird von der dreiseitig umlaufenden Empore im Langhaus und der Kanzelwand im Osten beherrscht. Die mintgrüne gefasste Empore ruht auf grauen Rundsäulen und eckigen Wandständern. Sie hat eine Brüstung mit hellblauen querrechteckigen Füllungen.
Die polygonale hölzerne Kanzel wurde 1964 nach Vorlage der alten ersetzt, als diese starke Holzschäden aufwies. Die grauen Kanzelfelder haben hochrechteckige Füllungen mit vergoldeten Profilen und werden nach oben durch ein profiliertes Kranzgesims abgeschlossen. Die Kanzelwand hat Zugänge für die Sakristei und für die Orgelempore. Seitlich der Kanzel ist durchbrochenes Rautenwerk angebracht. Der Bereich der Orgelempore hinter der Kanzel ist für den rückseitigen Zugang ausgespart und wird von einem Holzaufbau mit einem flachen Dreiecksgiebel überdeckt. 
Der Blockaltar (um 1810) ist wie das Taufbecken (1980er Jahre) aus buntem Lahnmarmor gefertigt. Die Altarbibel wurde 1982 vom Bundespräsidenten Karl Carstens gestiftet. Das romanische Taufbecken kam nach Braunfels und steht seit 1956 in der Kirche Burgsolms. Links vom Altar, an der Ostwand des Schiffs, erinnert eine rundbogige Ehrentafel aus Marmor an drei Gefallene im Deutsch-Französischen Krieg. Das schlichte Kirchengestühl lässt einen Mittelgang frei.

## Orgel

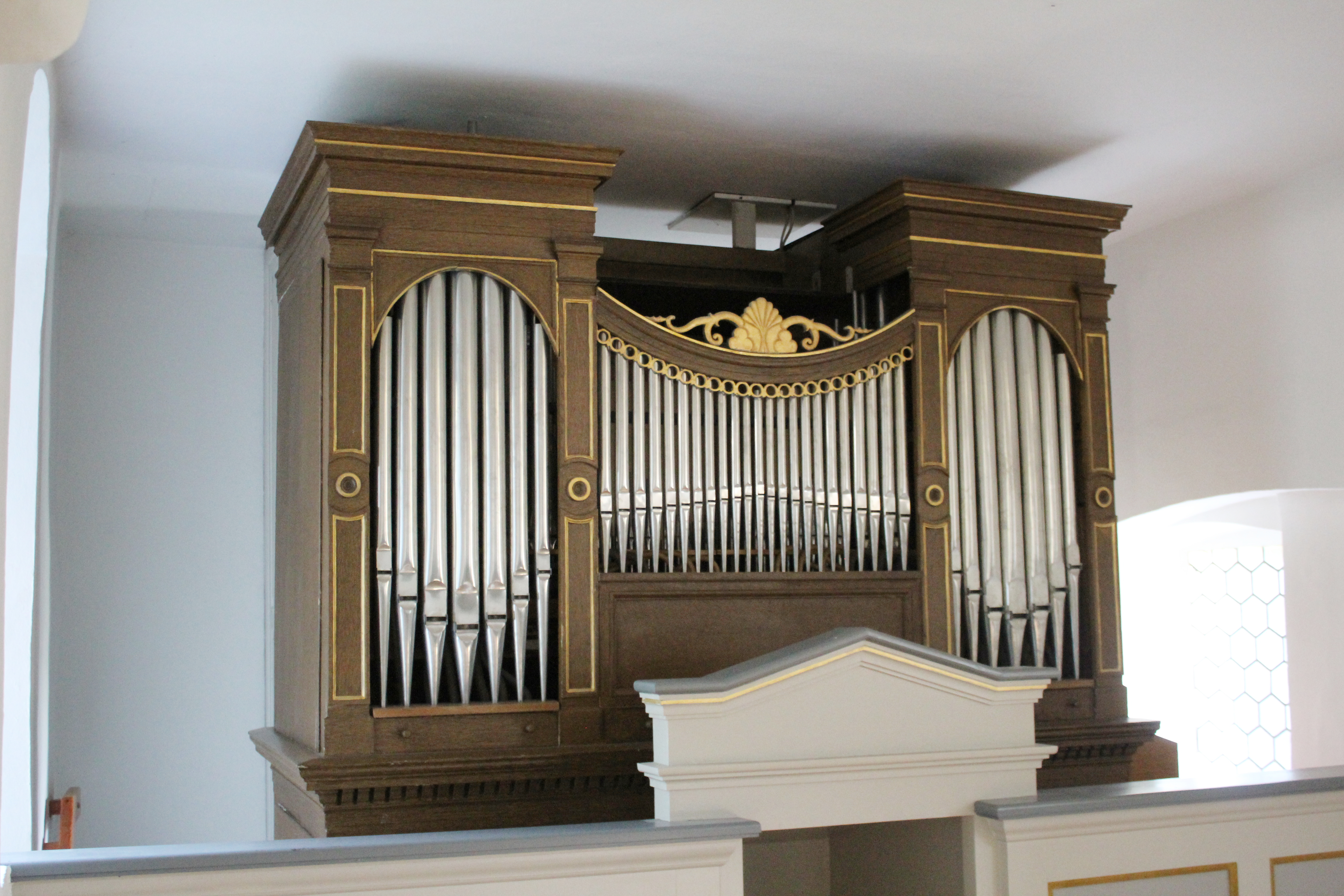
Hardt-Orgel hinter historischem Prospekt

Die Gemeinde schaffte zwischen 1830 und 1850 eine Orgel an, die 1864 durch ein neues Instrument ersetzt wurde. Sie war 1911 reparaturbedürftig. 1917 mussten die Zinnpfeifen im Prospekt zu Kriegszwecken abgeliefert werden. Sie wurden durch Zinkpfeifen ersetzt. Die Orgel wurde 1935 durch Orgelbau Hardt gründlich saniert; eine weitere Überholung erfolgte 1955, bei der die Orgel wieder ihre Zinnpfeifen im Prospekt erhielt. Im Jahr 1978 baute Günter Hardt ein neues Orgelwerk hinter dem alten Prospekt unter Einbeziehung eines Teils des Pfeifenwerks. Die Orgel verfügt über neun Register, die sich auf ein Manual und Pedal verteilen. Der Orgelprospekt von 1864 ist dreiteilig; zwei hochrechteckige Pfeifenflachfelder mit profiliertem Kranzgesims werden durch ein niedrigeres, breites Flachfeld verbunden. Die Disposition lautet wie folgt:
| I Manual C–f3 |       |
| Gedackt       | 8′    |
| Spitzgamba    | 8′    |
| Prinzipal     | 4′    |
| Rohrflöte     | 4′    |
| Oktave        | 2′    |
| Quinte        | 1 ⁄3′ |
| Mixtur III–IV | 1 ⁄3′ |

| Pedal C–d1 |     |
| Subbass    | 16′ |
| Violon     | 8′  |

- Koppel: I/P

## Geläut
Die Glockenstube beherbergt drei Glocken. Die ältere Glocke stammt aus der Zeit um 1400 und trägt als Inschrift den Anfang des Ave Maria. Darunter ist eine Kreuzigungsgruppe zu sehen und auf der anderen Seite eine wappenähnliche Darstellung. Die zweite Glocke goss Dilman Schmid im Jahr 1698. Sie wurde 1942 an die Rüstungsindustrie abgeliefert, entging aber dem Einschmelzen und wurde 1947 zurückgebracht und wieder installiert. Die Gemeinde schaffte 1961 eine dritte Glocke an. In diesem Zuge wurde das Geläut elektrifiziert. 1994 wurde eine vierte Glocke ergänzt.
| Nr. | Name              | Gussjahr | Gießer, Gussort                       | Durchmesser (mm) | Masse (kg) | Schlagton | Inschrift | Bild |
| --- | ----------------- | -------- | ------------------------------------- | ---------------- | ---------- | --------- | --- | ---- |
| 1   | Marienglocke      | um 1400  | unbezeichnet                          | 700              | 200        | d2        | „AVE – MARIA – GRATIA – PLENA – DOMINUS – TECUM (Gegrüßet seist du, Maria, voll der Gnade, der Herr ist mit dir)“ |      |
| 2   | Vaterunser-Glocke | 1698     | Dilman Schmid, Aßlar                  | 610              | 125        | dis2      | „STEPHANUS WINTER PASTOR THEBUS SCHMIT / JOHAN PETER BERGHEUS JOHAN EMRICH DIEHL / IN GOTTES NAMEN FLOS ICH / DILMAN SCHMIT ZU ASLAR GOS MICH / MDCLXXXXVIII OBERNDORF / HAEC CAMPANA HOMENES AD TEMPLUM / CONVOCAT OMNES / QUI SUNT IN PAGO UT DOGMATA / SACRA COLUNT (Diese Glocke ruft alle Menschen zur geweihten Stätte, die im Dorf sind, damit sie die heiligen Lehren bewahren.)“ |      |
| 3   | Christus-Glocke   | 1961     | Rincker, Sinn                         | 550              | 99         | fis2      | „O LAND, LAND, LAND, HÖRE DES HERRN WORT! JEREMIA 22 / 29 NUN BITTEN WIR DEN HEILIGEN GEIST UM DEN RECHTEN GLAUBEN ALLERMEIST.“ |      |
| 4   |                   | 1994     | Karlsruher Glockengießerei, Karlsruhe | 390              |            | b2        | |      |